# RQ-2 Pioneer
Le RQ-2 Pioneer est un drone développé en collaboration entre les États-Unis et Israël. Répondant à une demande de l’US Navy, c’est le premier drone tactique (TUAV) entré en service dans les forces armées des États-Unis.

## Origine
Impressionnée par les résultats obtenus au début des années 1980 par l’armée israélienne avec ses drones, l’US Navy décida en 1985 de faire l’acquisition de systèmes similaires, initialement pour le réglage d’artillerie des croiseurs de la classe Iowa et pour les besoins tactiques de l’US Marine Corps. Une campagne d’essais comparatifs fut donc organisée entre le Pacific Aerosystems Heron et un drone développé par Israel Aircraft Industries en 1984 à partir du Scout. Ce dernier ayant été retenu IAI a constitué à Hunt Valley, dans le Maryland, une coentreprise avec AAI Corp, la Pioneer UAV, Inc.
Le Pioneer étant considéré comme un appareil intérimaire destiné à une évaluation opérationnelle préparant la définition d’un système spécifiquement américain, le programme n’a pas suivi les règles habituelles d’achat du département de la Défense. Neuf systèmes complets (huit drones par système) furent achetés début 1986 pour environ 87,7 millions de dollars, sans dénomination officielle. C’est seulement en janvier 1997 que le département de la Défense des États-Unis créa la désignation « Q » pour identifier les drones, le Pioneer étant donc rebaptisé RQ-2A pour drone de reconnaissance 2.

## Description

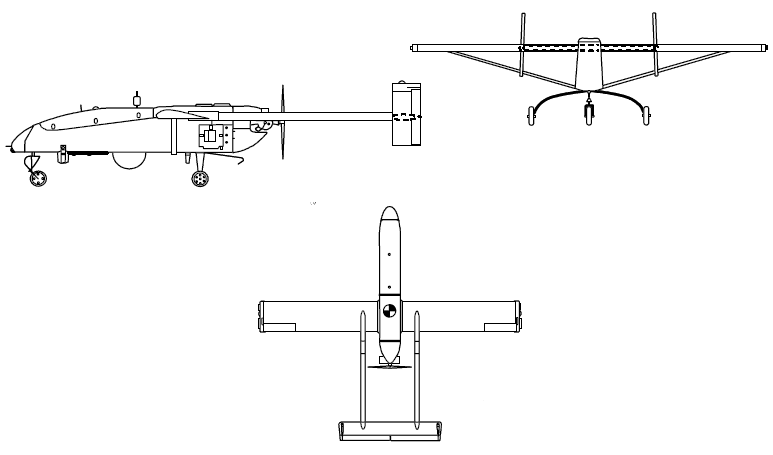
Plan 3 vues

Le drone Pioneer se présente comme un petit monoplan à aile haute cantilever et empennage bipoutre bidérive reposant sur un train d’atterrissage tricycle fixe. À l’arrière du fuselage se trouve un moteur 2-cylindres à plat deux temps, le Sachs & Fichtel SF2-350 de 26 ch, entrainant une hélice bipale, qui lui permet de rester en vol pendant cinq heures. Le décollage, généralement assisté par fusées d’appoint à poudre Mk 125 assurant une poussée de 380 kg pendant deux secondes, peut se faire depuis une catapulte (navire) ou d’une piste classique, la récupération du drone étant assurée par un filet (navire) ou un atterrissage classique. La charge utile (165 kg) comporte un équipement de prise de vue optique et infrarouge et un système de transmission des images.

## Développements
- RQ-2A Pioneer : première version fournie par Pioneer UAV, Inc, les livraisons débutant en juillet 1986 avec 3 systèmes de drones RQ-2 Pioneer soit 21 engins livrés cette année[2]. Très rapidement le programme a connu des difficultés, le processus de récupération des drones n’étant pas adapté et les systèmes électromagnétiques des navires américains générant de nombreuses interférences perturbant le système de contrôle du drone. Les accidents se multiplièrent donc (239 entre 1986 et 2002 selon une statistique de la FAA). Pour résoudre les nombreux problèmes de compatibilités et obtenir un équipement opérationnel l’US Navy dut finalement dépenser 50 millions de dollars pour amener ses neuf systèmes à un « niveau minimum acceptable ».
- RQ-2B Pioneer : l’utilisation satisfaisante du système Pioneer durant la  première guerre du Golfe a finalement servi à pérenniser un équipement transitoire et le département de la Défense des États-Unis a approuvé la poursuite de son développement jusqu’en 2003, date prévue pour la mise en service de nouveaux systèmes. Outre l’achat régulier de pièces détachées pour maintenir la flotte de drones en service en état de vol, trente drones supplémentaires ont été achetés durant l’année fiscale 1994 et livrés entre septembre 1995 et novembre 1996. Ces appareils dits de « Configuration 2+ » sont légèrement plus lourds, la capacité des réservoirs étant accrue. En novembre 1999 ont débuté les essais d’une nouvelle suite informatique (Version 11), l’avionique analogique d’origine étant remplacée par un équipement digital, couplé à un navigateur GPS et un système automatise de récupération du drone, utilisant soit un câble de freinage sur une piste classique soit un filet de récupération sur un navire. Cette version n’est donc plus assujettie à des contraintes visuelles pour l’atterrissage. Les essais ont été achevés en mai 2000. Entre-temps le système Pioneer avait passé le cap des 20 000 heures de vol le 19 novembre 1999. Il semble que 33 RQ-2A aient progressivement été mis au standard RQ-2B.
- RQ-2C Pioneer : il est apparu, en 2003, que le programme MQ-8 Fire Scout, devant remplacer le RQ-2 dans la Navy, serait beaucoup plus long que prévu. Il a donc été décidé une refonte de tous les RQ-2B en service, comprenant en particulier le montage du moteur rotatif UEL AR-741 équipant le RQ-7 Shadow, afin de prolonger la carrière des RQ-2 Pioneer de l'US Navy jusqu’en 2015.

## Utilisation opérationnelle

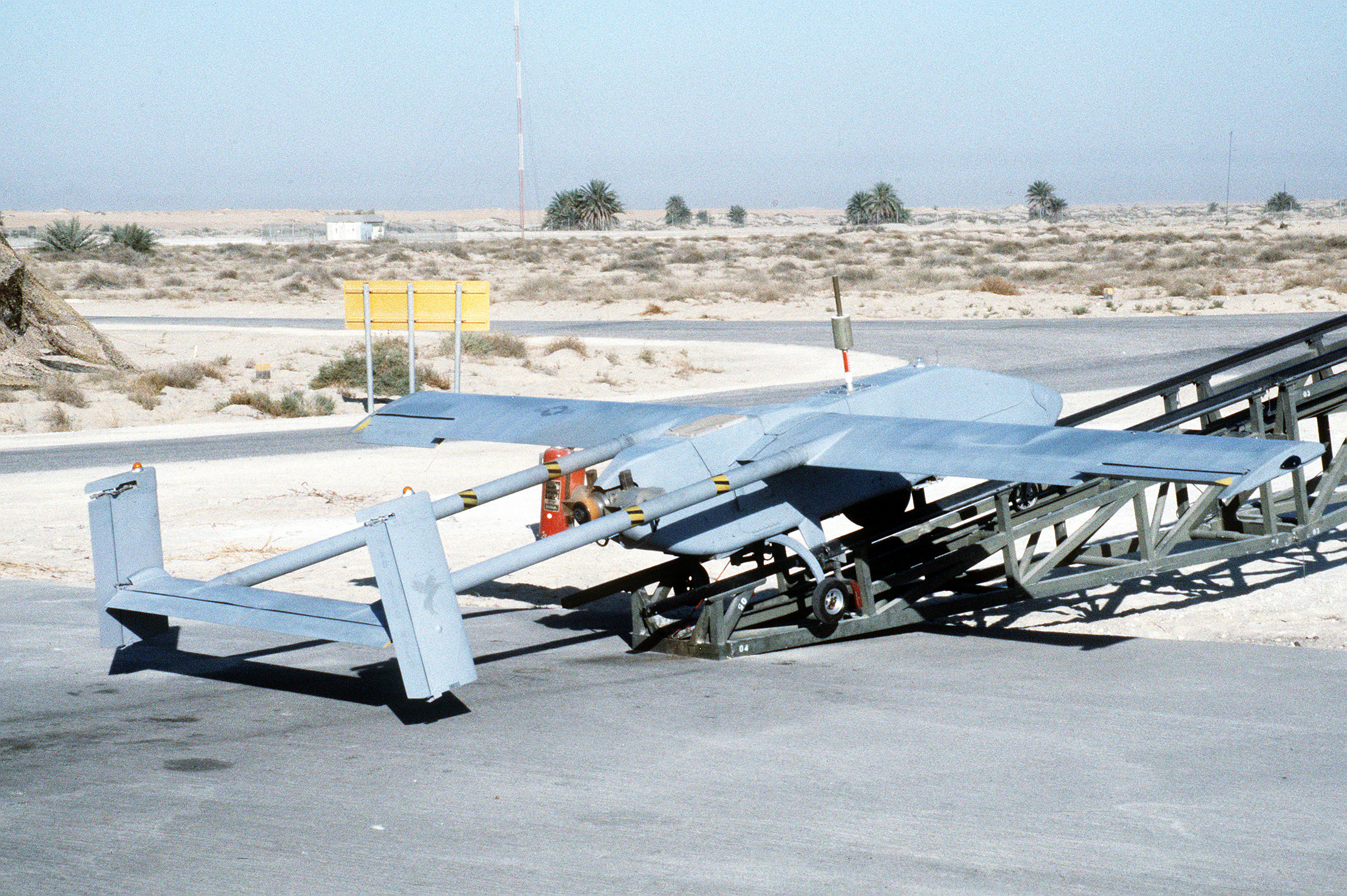
Préparation au catapultage

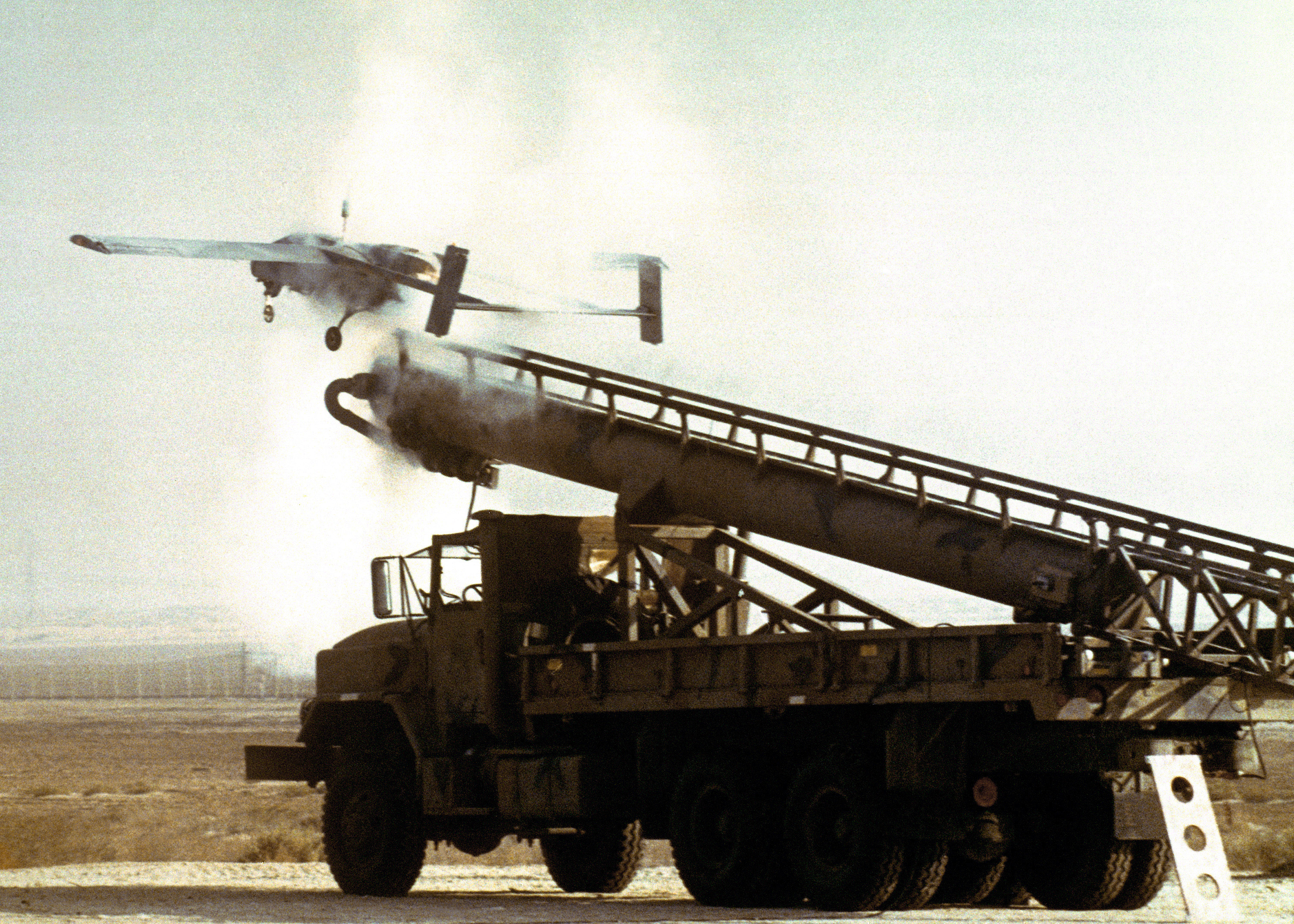
Catapultage du RQ-2

Durant les opérations Desert Shield et Desert Storm (26 septembre 1990 au 3 mars 1991), les Pioneer ont totalisé 1 697 heures de vol en 545 sorties. Dix-huit drones ont été accidentés et douze détruits, dont cinq du fait de l’ennemi. Malgré ses défauts le Pioneer s’est révélé très efficace durant Desert Storm. Les drones ont aussi eu un rôle dans la guerre psychologique : volant à basse altitude, leur présence signalait aux troupes irakiennes l’imminence d’un tir d’artillerie de marine et semble, dans plusieurs cas, avoir incité ces dernières à rompre leurs positions.
Depuis le Pioneer a été utilisé en Bosnie-Herzégovine à partir de septembre 1994, à Haïti et en Somalie (UNOSOM II), puis au Kosovo en soutien de l’IFOR.

## Utilisateurs
- États-Unis :

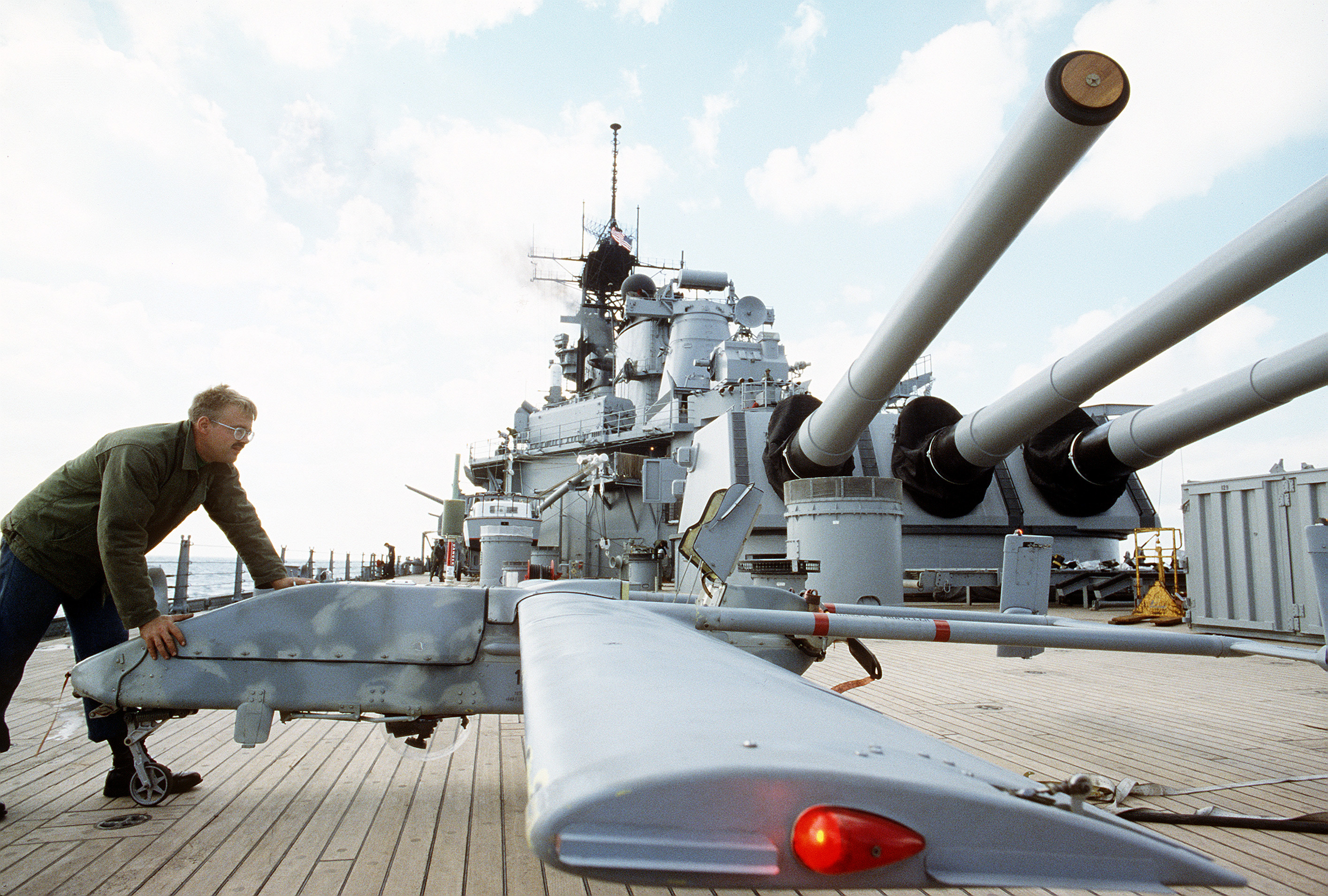
Un RQ-2A sur le pont de l'USS Wisconsin

  - US Navy : livrés à partir de juillet 1986, les drones Pioneer ont été mis en service en décembre 1986 sur les cuirassés de Classe Iowa. Au retrait de ces navires, leur utilisation a été étendue aux navires de transport amphibie de la Classe Austin. Une unité spécialisée, la VC-6 Firebees, est chargé de la mise en œuvre de cet équipement qui devrait rester en service jusqu'en 2015. Cinq systèmes Pioneer sont actuellement en service dans l'US Navy[Quand ?].
  - US Marine Corps : trois systèmes Pioneer ont été livrés à l'USMC à partir de juillet 1987, pour équiper deux compagnies opérationnelles, les VMU-1 et VMU-2, et le Marine Corps Air Ground Combat Center de Twentynine Palms, en Californie. Fin 2007 les systèmes RQ-2 de l’USMC ont été remplacés par des RQ-7 Shadow.
  - US Army : Le JROC ayant souhaité faire du RQ-2 Pioneer un système interarmes, le Joint UAV Training Center (JUAVTC) de Fort Huachuca, Arizona, qui est chargé de la formation des techniciens opérant avec des drones, a pris livraison du dernier système Pioneer en mars 1990 pour évaluation. En 1995 il a été restitué à l'US Navy, remplacé par le RQ-5 Hunter.
- Israël
- Singapour
- Sri Lanka